# Хабиров, Тимур Наилевич
Тимур Наилевич Хабиров (8 июня 1979 года, Ташкент, Узбекская ССР) — предприниматель, дизайнер, сооснователь приложения Prequel, CEO корпорации Prequel Inc., инвестор.

## Биография
Тимур Хабиров родился и вырос в Ташкенте, после окончания школы вместе с семьей переехал в Калининград. Окончил юридический факультет БФУ им. И. Канта. В Калининграде открыл логистическую компанию, занимавшуюся в основном перевозкой грузовых автомобилей. В 2006 году переехал США чтобы заняться ИТ-проектами: запустил бизнес в B2B сегменте — разработка и поддержка высоконагруженных интранет-приложений. Один из крупнейших клиентов этого проекта American Express.
Увлекся цифровым дизайном, алгоритмами компьютерного зрения, обработкой фото, видео, 3D. Прожив 2 года в Сан-Франциско, переехал в Нью-Йорк, где в 2016 году вместе с инвестором и предпринимателем Сержем Алисеенко открыл компанию AIAR Labs, которая занималась разработкой мобильных продуктов с использованием технологий дополненной реальности и компьютерного зрения. Из всех разработок R&D-лаборатории Хабиров сделал ставку на приложение для обработки фото и видео — эти разработки были объединены в приложение Prequel, первая версия которого появилась в 2018 году. Для обработки фото и видео со старта стали использовать искусственный интеллект и компьютерное зрение, самыми популярными фильтрами стали «Майами» и «Диско», имитирующие эффект дискотеки 70-х.

## Карьера

### Prequel
В запуск приложения Хабиров и Алисеенко вложили $3 млн из личных средств, в 2019 году приложение стало популярно в Азии, особенно в Южной Корее, после того как корейская k-pop группа BTS опубликовала сториз с вручения премии Grammy, обработанные с помощью Prequel. Пик установок Prequel случился во время локдауна 2020 года, когда на приложение обратили внимание знаменитости, такие как Ариана Гранде, Кристина Агиллера, Билли Айлиш, Ким Кардашьян, Селена Гомез, и другие. Показатель MAU (monthly active users) бизнеса вырос в 5,7 раза, а ежемесячная выручка достигла $2 млн.
По показателям выручки и скачиваний в рейтинге Level Up Top Publishers Awards 2021 от платформы App Annie за 2020 год Prequel находится на 7 месте в категории «Фото и видео», количество активных пользователей приложения — 60 млн.
В 2021 году Хабиров и Алисеенко открыли венчурную студию, которая планирует ежегодно финансировать $10 млн в стартапы, работающие в области искусственного интеллекта, компьютерного зрения, механизмов AR; чья основная экспертиза лежит в области искусства и технологий.

## Личная жизнь и увлечения
Женат.
Увлечение — астрофизика, музыка, этология, благотворительность: участник проекта Meet for Charity.